# 樊絅
樊絅（15世紀—16世紀），字以章，江西南昌府進賢縣籍，南昌縣漸嶺人，明朝政治人物。

## 生平
樊絅是正德八年（1514年）癸酉科江西鄉試舉人，授德安推官，於旱災首請賑恤，人民得以保全，又曾奉命查勘孝感縣獄事，查出官員用利益引誘人民冒充逃遁的盜賊，說：「治盜所以安民，現在殺民以安盜？」釋放株連者，並捕獲真盜處死，不久陞任荊州同知，拒絕上官行部索賄賂，因此以年老致仕。

## 引用
1. 1 2  民國《南昌縣志·卷三十一·人物志二》：樊絅，字以章，漸嶺人，正德舉人，授德安推官，歲旱絅首請賑恤，民賴以安，又嘗奉檄勘孝感盜獄，盜久遁，當事餌平民冒之，絅廉得實，曰：「治盜所以安民，今乃殺民以安盜耶？」乃釋株連者獲真盜殺之，未幾擢荊州府同知，以上官行部索金，絅正色拒之，遂以年老致仕。
2. ↑  民國《南昌縣志·卷二十二·選舉志三》：科第下……明……正德八年癸酉鄉試……樊絅 字以章，漸嶺人，進賢籍，詳傳